# Южно-Африканский монетный двор
Южно-Африканский монетный двор (англ. South African Mint Company) — монетный двор Южно-Африканской Республики. Главный офис предприятия находится в Центурионе, в провинции Гаутенг под Преторией. Двор производит монеты для Южно-Африканского резервного банка.
На сегодняшний день Южно-Африканский монетный двор чеканит не только циркуляционные монеты (рэнды и центы), но и коллекционные монеты, в основном из серебра и золота (в том числе крюгеррэнды), а также медали. Также он изготавливает монетные заготовки и готовые металлические платёжные средства для ряда других стран Африки, Южной Америки, Азии, Европы.

## История
В 1886 году в районе Йоханнесбурга было найдено месторождение золота. Президент Южно-Африканской Республики (бурской) Пауль Крюгер решил создать свой монетный двор. 6 июля 1892 года двор был официально открыт в Претории. В 1900 году монетный двор был закрыт из-за англо-бурской войны. В 1919 году в Претории был открыт филиал британского Королевского монетного двора, начавший чеканку монет в 1923 году. В 1941 году двор перешёл под контроль южно-африканского правительства. В 1980-е двор был приватизирован Резервным банком ЮАР, а в 1988 году он стал называться «The SA Mint Company (Pty) Ltd». В 1992 году двор был переведён в новое здание в Гаутенге в Центурионе.

## Продукты
Монетный двор производит циркуляционные, коллекционные и инвестиционные монеты, медали, а также монетные заготовки и готовые монеты по заказам других стран Европы, Азии, Африки и Америки.